# Sail-sous-Couzan
Sail-sous-Couzan är en kommun i departementet Loire i regionen Auvergne-Rhône-Alpes i centrala Frankrike. Kommunen ligger i kantonen Saint-Georges-en-Couzan som tillhör arrondissementet Montbrison. År 2022 hade Sail-sous-Couzan 992 invånare.

## Befolkningsutveckling
Antalet invånare i kommunen Sail-sous-Couzan
| Referens: INSEE |